# Тјери Лермит
Тјери Лермит (фр. Thierry Lhermitte; 24. новембар 1952. године), француски је позоришни и филмски глумац, редитељ, сценариста и продуцент, најпознатији по комичним улогама. Најпознатије су му улоге у филмовима Индијанац у Паризу (1994), Вечера с идиотом (1998) и Плакар (2001). Један је од најпопуларнијих глумаца у Француској.
Заједно са Кристијаном Клавјеом, Жераром Жуњоом, Мишелом Бланом и осталим познатим глумцима члан је француске трупе Л Сплендид, са којом је снимио више филмова.